# Борецкое сельское поселение (Рязанская область)
Борецкое се́льское поселе́ние — муниципальное образование в Сараевском районе Рязанской области Российской Федерации.
Административный центр — село Борец.

## История
Статус и границы сельского поселения установлены Законом Рязанской области от 7 октября 2004 года № 94-ОЗ «О наделении муниципального образования - Сараевский район статусом муниципального района, об установлении его границ и границ муниципальных образований, входящих в его состав»

## Население
| 2010 | 2012 | 2013 | 2014 | 2015 | 2016 | 2017 |
| ---- | ---- | ---- | ---- | ---- | ---- | ---- |
| 991  | ↘985 | ↘976 | ↗977 | ↘945 | ↘917 | ↘896 |
| 2018 | 2019 | 2020 | 2021 |      |      |      |
| ↘883 | ↘861 | ↘844 | ↘757 |      |      |      |

## Состав сельского поселения
| №  | Населённый пункт | Тип населённого пункта       | Население |
| -- | ---------------- | ---------------------------- | --------- |
| 1  | Борец            | село, административный центр | ↘625      |
| 2  | Дмитриевка       | деревня                      | 18        |
| 3  | Добродушное      | деревня                      | 26        |
| 4  | Дубовка          | деревня                      | 6         |
| 5  | Зеркальные Пруды | посёлок                      | 312       |
| 6  | Которовка        | деревня                      | 0         |
| 7  | Красивка         | деревня                      | 3         |
| 8  | Нестеровка       | деревня                      | 1         |
| 9  | Николаевка       | деревня                      | 6         |
| 10 | Пчелиновка       | деревня                      | 11        |